# Arthur Rushen
Arthur Rushen foi um ciclista britânico. Conquistou uma medalha de ouro nos Jogos Olímpicos Intercalados de 1906 e competiu em uma prova nos Jogos Olímpicos de Londres 1908.